# Cassiana de Constantinoble
Cassiana de Constantinoble   (Constantinoble i Istanbul, c. 810 - Constantinoble i Istanbul, c. 865) en grec antic: Kασσιανή / Kassiani, Kassiane), en rus Кассия (Kassia, Càssia o Càsia), en llatí Cassiana (Kassiana), en altres llengües Ikasia o Eikasia. Hegúmena (abadessa), poeta, música, himnògrafa de l'Imperi Romà d'Orient i santa, fou una de les primeres compositores amb obra conservada.

## Biografia
Cassiana va nàixer entre el 805 i el 810 a Constantinoble, en el si d'una família adinerada i es diu que era excepcionalment bella i intel·ligent. Va ser educada a la cort i diversos cronistes romans d'Orient, entre d'altres Simeó Metafrastes, conten que va participar en un concurs de bellesa organitzat per al jove emperador Teòfil per la seua madrastra, l'emperadriu Eufrosina. Diuen que, impressionat per la bellesa de Cassiana, Teòfil li va dir, referint-se al pecat original i a Eva :
| « | Ἐκ γυναικὸς τὰ χείρω. (De la dona, el pitjor) | » |

A la qual cosa Cassiana va respondre referint-se a la Mare de Déu:
| « | Kαὶ ἐκ γυναικὸς τὰ κρείττω. (I de la dona, el millor) | » |

Ferit en l'orgull, l'emperador es va estimar més triar Teodora com a esposa, una elecció que va satisfer molt Cassiana, que no volia casar-se, sinó ser monja.
Trobem de nou Cassiana l'any 843, quan funda un monestir a l'oest de Constantinoble, del qual fou la primera hegúmena.

## La seua obra himnogràfica
Cassiana va escriure uns cinquanta himnes, 47 dels quals són troparis (texts poètics per a ser cantats en la litúrgia) i 2 són cànons. El més famós és l'anomenat tropari o himne cassià, inspirat en un passatge de l'Evangeli segons Lluc; aquest himne es canta a les esglésies de ritu bizantí els matins del dimecres Sant.
Es conserven diverses melodies dels himnes, tot i que poden haver patit modificacions arran de les còpies manuals que se n'han fet al llarg dels segles. Una trentena d'aquests himnes s'utilitzen actualment en la litúrgia de l'església ortodoxa oriental. El nombre exacte és difícil de determinar, perquè molts himnes que podrien ser seus s'atribueixen a altres autors o són anònims.
També va escriure 261 epigrames i versos gnòmics.
Cassiana és l'única dona esmentada en el catàleg d'himnaris compilat per N. Kallistos en el segle XIV.